# George Eden
George Eden, 1.º Conde de Auckland (25 de agosto de 1784 - 1 de janeiro de 1849) foi um político e administrador colonial britânico. Ele foi três vezes Primeiro Lorde do Almirantado Britânico e também serviu como Governador-Geral da Índia entre 1836 e 1842.

## Antecedentes e educação
Nascido em Beckenham, Kent, foi o segundo filho de William Eden, o primeiro barão Auckland, e Eleanor, filha de Sir Gilbert Elliot. Sua irmã foi a viajante e autora Emily Eden, a qual visitou a Índia por longos períodos e escreveu sobre suas experiências. Foi educado em Eton e em Oxford. 
Ele tornou-se herdeiro do baronato após seu irmão mais velho William Eden se afogar no rio Tâmisa em 1810.

## Carreira política, 1810-1836
O Earl de Auckland foi eleito ao Parlamento por Woodstock em 1810 (sucedendo seu irmão mais velho, William), um assento que ocupou até 1812, e novamente entre 1813 e 1814. Neste último ano, ele sucedeu seu pai na Câmara dos Lordes, apoiando o partido da reforma. Em 1830 ele se tornou presidente da Câmara de Comércio e Master da Casa da Moeda no governo do primeiro ministro Lord Grey. Foi Primeiro Lorde do Almirantado Britânico três vezes, no governo de Grey, de novo com Lord Melbourne em 1834 e com Lord Melbourne em 1835. 
Ele encarregou William Hobson de navegar para as Índias Orientais, e Hobson recompensou Eden em 1840, dando a uma nova cidade da Nova Zelândia o nome de Auckland. A cidade de Eden e o Condado de Auckland, ambos na Nova Gales do Sul, foram também designados com o seu nome.

## Governador-Geral da Índia, 1836-1842
Em 1836, Lord Auckland foi nomeado governador-geral da Índia. Como legislador dedicou-se especialmente para a melhoria das escolas indígenas e a expansão da indústria comercial da Índia. Mas complicações no Afeganistão interromperam este trabalho em 1838. Lord Auckland decidiu declarar a guerra, e em 1 de outubro de 1838 publicou em Simla o Manifesto de Simla, destronando o Emir do Afeganistão Doste Maomé Cã. 
Após o êxito inicial das operações lhe foi dado o titulo de Barão de Eden e Conde de Auckland. No entanto, a campanha do Afeganistão terminou em desastre. Ele entregou o governo a Edward Law (Lord Ellenborough), e voltou para a Inglaterra no ano seguinte.

## Carreira política, 1842-1849
Em 1846 tornou-se novamente Primeiro Lorde do Almirantado, desta vez sob Lord John Russell ocupando este cargo até à data da sua morte, três anos depois.

## Vida pessoal
George Eden morreu em Auckland no dia de Ano Novo de 1849, com 64 anos. Ele era solteiro e com a sua morte o condado foi extinto. Foi sucedido na Câmara dos Lordes por seu irmão mais novo, Robert Eden, 3.º Barão de Auckland.